# Episimus brunneomarginata
Episimus brunneomarginata is een vlinder uit de familie van de bladrollers (Tortricidae). De wetenschappelijke naam van de soort is voor het eerst gepubliceerd in 2006 door Józef Razowski en Janusz Wojtusiak.
De soort komt voor in Ecuador.